# جنادة بن سفيان
الصحابي جنادة بن سفيان الخزرجي الأنْصَارِي الجُمحي، من بني زريق بن عامر بن زريق عبد حارثة بن مالك بن غضب بن جشم بن الخزرج، ينسب أبو سفيان إلى معمر بن حبيب بن وهب بن حذافة بن جمح؛ لأنه حالفه وتبناه بمكة، هاجر إلى الحبشة مع أبيه سفيان بن معمر، وأخيه جابر بن سفيان، وأمهم حسنة، وأخيه لأمه شرحبيل بن حسنة، ثم هاجروا إلى المدينة في السفينتين اللتين أرسلهما النجاشي سنة 7 هـ، وماتوا سُفيان وابناه جابر وجُنادة في خلافة عمر بن الخطاب.